# Héctor Núñez
Héctor Núñez Bello (Montevideo, 8 mei 1936 – Madrid, 19 december 2011) was een voetballer uit Uruguay, die vooral naam maakte als voetbalcoach. Hij was onder meer bondscoach van Uruguay (1994-1997) en leidde zijn vaderland in die periode naar de eindoverwinning bij het toernooi om de Copa América (1995) in eigen land. Hij overleed in Madrid op 75-jarige leeftijd.

## Clubcarrière
Núñez begon zijn loopbaan op 19-jarige leeftijd bij Nacional, met wie hij driemaal kampioen van zijn vaderland Uruguay werd. In 1959 vertrok hij naar Spanje, waar hij achtereenvolgens speelde voor Valencia, Real Mallorca en Levante UD.

## Interlandcarrière
Núñez was tevens Uruguayaans international, en speelde zeven interlands (één doelpunt) voor zijn vaderland. Hij maakte zijn debuut voor de nationale ploeg op 28 juli 1957 in de thuiswedstrijd tegen Paraguay, die Uruguay met 2-0 won. Zijn laatste interland speelde hij op 2 april 1959 in Buenos Aires tegen Chili. Hij won daar de Copa América met de nationale selectie.

## Trainerscarrière
Núñez werkte vanaf het begin van de jaren zeventig voor verschillende clubs in Spanje als hoofdcoach. In 1992 werd hij aangesteld als bondscoach van Costa Rica, maar dat avontuur bleek van korte duur. Twee jaar later begon hij als bondscoach van Uruguay.
Núñez zat voor eerst op de bank bij de Celeste op 19 oktober 1994 tijdens de vriendschappelijke uitwedstrijd tegen Peru. Uruguay won dat duel met 1-0 door een treffer van debutant Darío Silva (CA Peñarol). Andere debutanten in die wedstrijden waren Claudio Arbiza (Defensor SC), Raúl Otero (CA River Plate Montevideo), Luis Diego López (CA River Plate Montevideo), Marcelo Otero (CA Peñarol), Tabaré Silva (Defensor SC), Diego Tito (CA Bella Vista), Nelson Abeijón (Club Nacional), Darío Delgado (Montevideo Wanderers), Fernando Correa (CA River Plate Montevideo) en Edgardo Adinolfi (CA River Plate Montevideo).
Na 25 wedstrijden onder zijn leiding werd Núñez ontslagen. Aanleiding was de 1-0 uitnederlaag in de WK-kwalificatiewedstrijd tegen Chili, op 12 november 1996. Núñez werd opgevolgd door Juan Ahuntchaín.

## Erelijst

### Als speler
Nacional
- Uruguayaans landskampioen

1955, 1956, 1957
 Valencia
- Jaarbeursstedenbeker

1962

### Als trainer
Nacional
- Copa Interamericana

1988
 Nacional
- Recopa Sudamericana

1989
 Uruguay
- Copa América

Copa América